# Формула-1 — Гран-прі Франції 2022
Гран-прі Франції 2022 (офіційно — Formula 1 Lenovo Grand Prix de France 2022) — автоперегони чемпіонату світу з Формули-1, які відбулися 24 липня 2022 року. Гонка була проведена на трасі Поль Рікар у Ле-Кастелле у Франції. Це дванадцятий етап чемпіонату світу і дев'яносте Гран-прі Франції в історії.
Переможцем гонки став нідерландець Макс Ферстаппен (Ред Булл — RBPT). Друге місце посів Льюїс Гамільтон (Мерседес), а третє — Джордж Расселл (Мерседес).
Чинним переможцем гонки був Макс Ферстаппен, який у 2021 році виступав за команду Ред Булл.

## Шини
Під час гран-прі було дозволено використовувати шини Pirelli C2, C3 і C4 (hard, medium і soft).
| Hard | Medium | Soft |
| ---- | ------ | ---- |

## Вільні заїзди
| Сесія | Лідер               | Конструктор     | Ш | Час      | Джерело |
| ----- | ------------------- | --------------- | - | -------- | ------- |
| 1     | Шарль Леклер        | Феррарі         | P | 1:33.930 | [ 1 ]   |
| 2     | Карлос Сайнс (мол.) | Феррарі         | P | 1:32.527 | [ 1 ]   |
| 3     | Макс Ферстаппен     | Ред Булл — RBPT | P | 1:32.272 | [ 1 ]   |

## Кваліфікація
| Місце                                   | №  | Пілот               | Конструктор             | Частина 1 | Частина 2 | Частина 3 | Старт |
| --------------------------------------- | -- | ------------------- | ----------------------- | --------- | --------- | --------- | ----- |
| 1                                       | 16 | Шарль Леклер        | Феррарі                 | 1:31.727  | 1:31.216  | 1:30.872  | 1     |
| 2                                       | 1  | Макс Ферстаппен     | Ред Булл — RBPT         | 1:31.891  | 1:31.990  | 1:31.176  | 2     |
| 3                                       | 11 | Серхіо Перес        | Ред Булл — RBPT         | 1:32.354  | 1:32.120  | 1:31.335  | 3     |
| 4                                       | 44 | Льюїс Гамільтон     | Мерседес                | 1:33.041  | 1:32.274  | 1:31.765  | 4     |
| 5                                       | 4  | Ландо Норріс        | Макларен — Мерседес     | 1:32.672  | 1:32.777  | 1:32.032  | 5     |
| 6                                       | 63 | Джордж Расселл      | Мерседес                | 1:33.109  | 1:32.633  | 1:32.131  | 6     |
| 7                                       | 14 | Фернандо Алонсо     | Альпін — Рено           | 1:32.819  | 1:32.631  | 1:32.552  | 7     |
| 8                                       | 22 | Юкі Цунода          | Альфа Таурі — RBPT      | 1:33.394  | 1:32.836  | 1:32.780  | 8     |
| 9                                       | 55 | Карлос Сайнс (мол.) | Феррарі                 | 1:32.297  | 1:31.081  |           | 19    |
| 10                                      | 20 | Кевін Магнуссен     | Хаас — Феррарі          | 1:32.756  | 1:32.649  |           | 20    |
| 11                                      | 3  | Данієль Ріккардо    | Макларен — Мерседес     | 1:33.404  | 1:32.922  |           | 9     |
| 12                                      | 31 | Естебан Окон        | Альпін — Рено           | 1:33.346  | 1:33.048  |           | 10    |
| 13                                      | 77 | Вальттері Боттас    | Альфа Ромео — Феррарі   | 1:33.034  | 1:33.052  |           | 11    |
| 14                                      | 5  | Себастьян Феттель   | Астон Мартін — Мерседес | 1:33.285  | 1:33.276  |           | 12    |
| 15                                      | 23 | Александр Албон     | Вільямс — Мерседес      | 1:33.423  | 1:33.307  |           | 13    |
| 16                                      | 10 | П'єр Гаслі          | Альфа Таурі — RBPT      | 1:33.439  |           |           | 14    |
| 17                                      | 18 | Ленс Стролл         | Астон Мартін — Мерседес | 1:33.439  |           |           | 15    |
| 18                                      | 24 | Чжоу Гуаньюй        | Альфа Ромео — Феррарі   | 1:33.674  |           |           | 16    |
| 19                                      | 47 | Мік Шумахер         | Хаас — Феррарі          | 1:33.701  |           |           | 17    |
| 20                                      | 6  | Ніколас Латіфі      | Вільямс — Мерседес      | 1:33.794  |           |           | 18    |
| 107 % від лідера першої сесії: 1:38.148 |    |                     |                         |           |           |           |       |
| Джерело:                                |    |                     |                         |           |           |           |       |

## Гонка

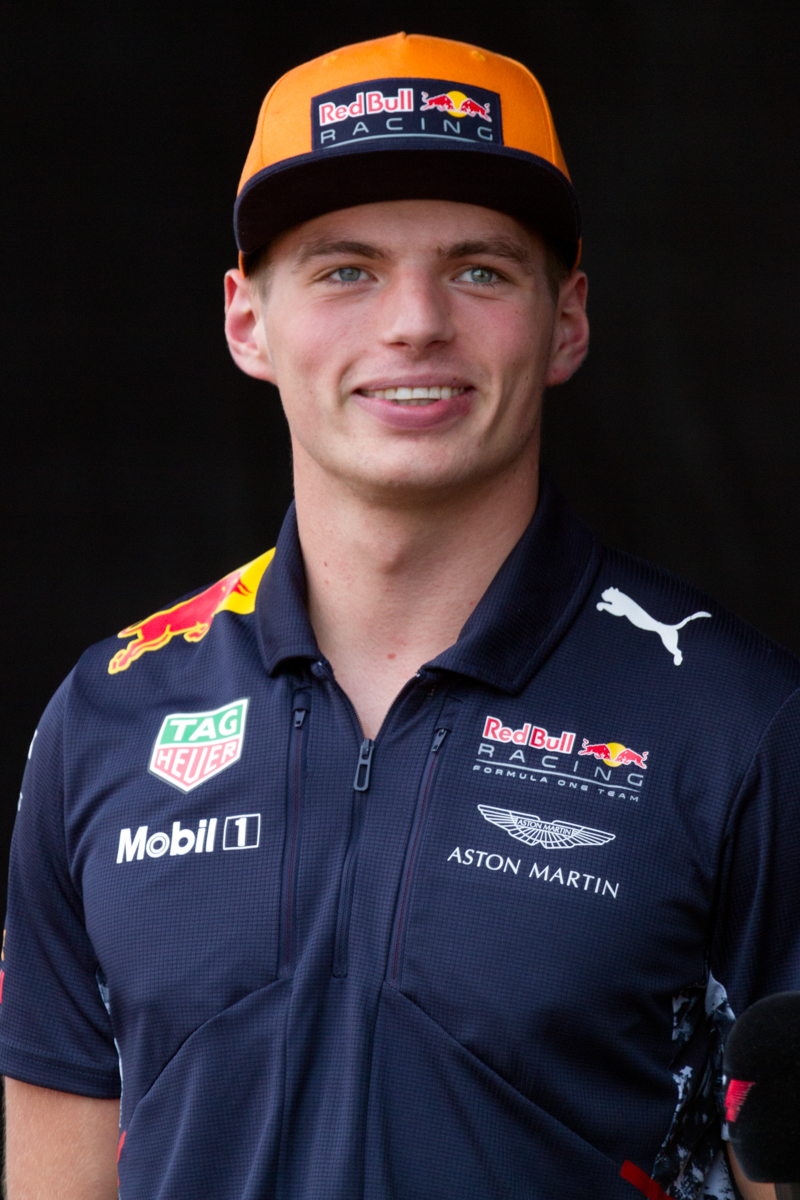
Макс Ферстаппен посів перше місце

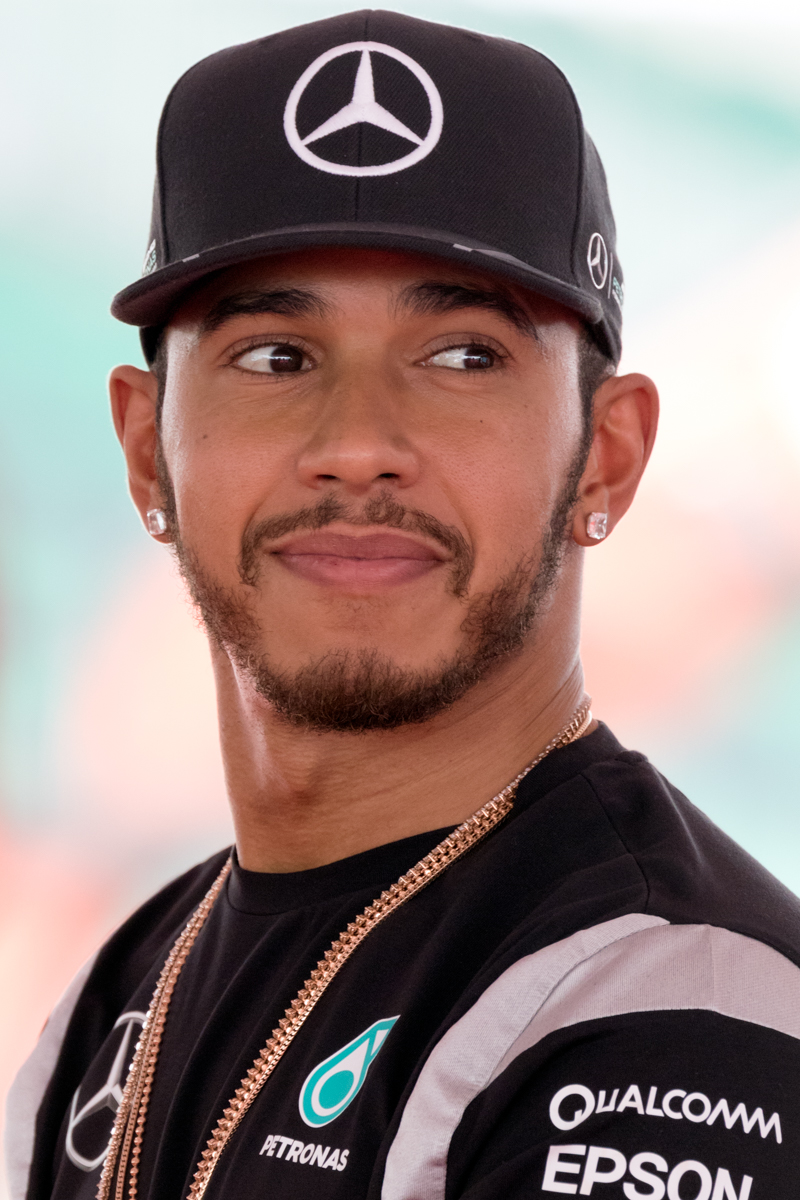
Льюїс Гамільтон посів друге місце

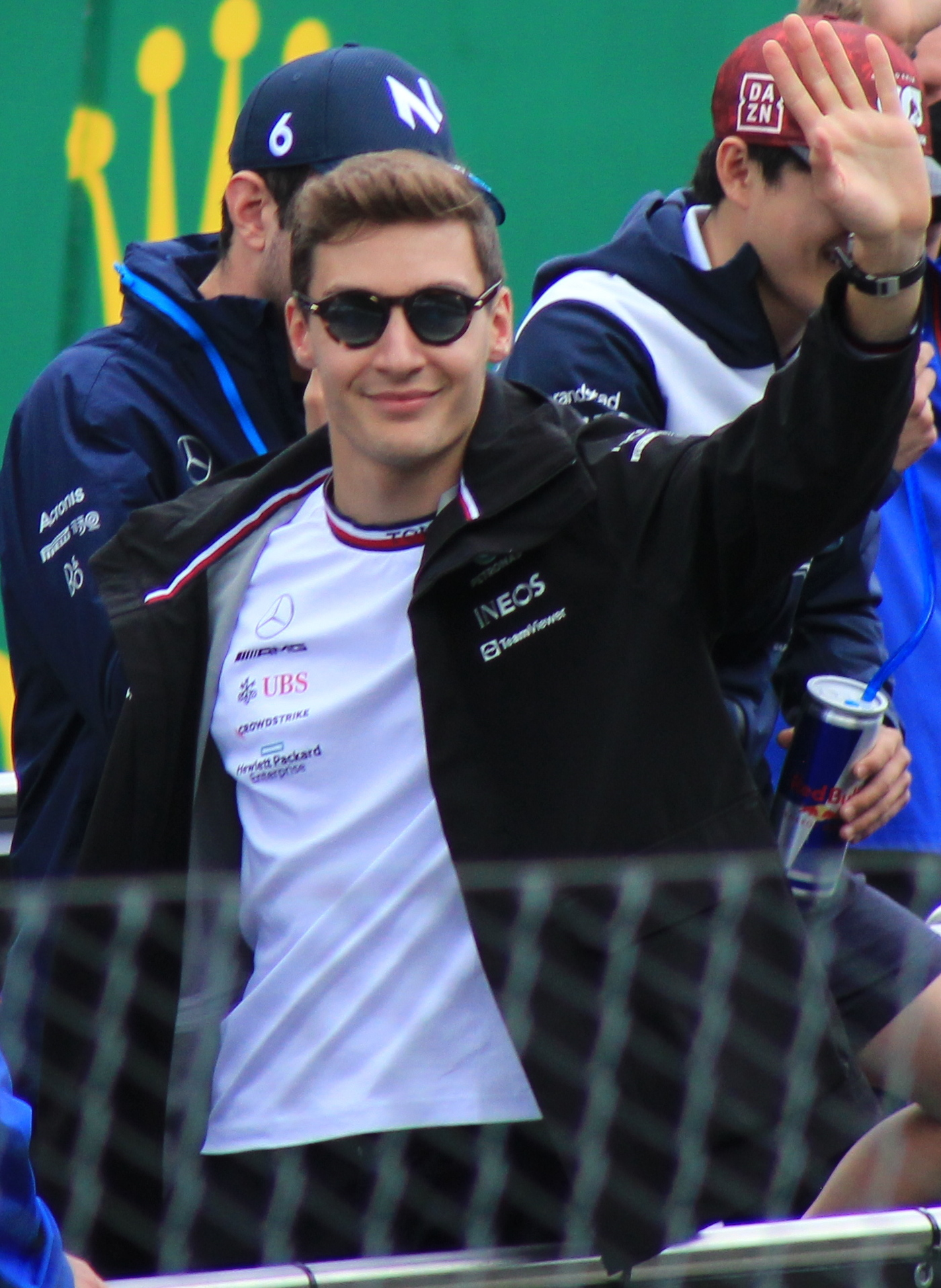
Джордж Расселл посів третє місце

| Місце                                                                           | №  | Пілот               | Конструктор             | Кола | Час/причина сходу         | Старт | Очки |
| ------------------------------------------------------------------------------- | -- | ------------------- | ----------------------- | ---- | ------------------------- | ----- | ---- |
| 1                                                                               | 1  | Макс Ферстаппен     | Ред Булл — RBPT         | 53   | 1:30:02.112               | 2     | 25   |
| 2                                                                               | 44 | Льюїс Гамільтон     | Мерседес                | 53   | +10.587                   | 4     | 18   |
| 3                                                                               | 63 | Джордж Расселл      | Мерседес                | 53   | +16.495                   | 6     | 15   |
| 4                                                                               | 11 | Серхіо Перес        | Ред Булл — RBPT         | 53   | +17.310                   | 3     | 12   |
| 5                                                                               | 55 | Карлос Сайнс (мол.) | Феррарі                 | 53   | +28.872                   | 19    | 11   |
| 6                                                                               | 14 | Фернандо Алонсо     | Альпін — Рено           | 53   | +42.879                   | 7     | 8    |
| 7                                                                               | 4  | Ландо Норріс        | Макларен — Мерседес     | 53   | +52.026                   | 5     | 6    |
| 8                                                                               | 31 | Естебан Окон        | Альпін — Рено           | 53   | +56.959                   | 10    | 4    |
| 9                                                                               | 3  | Данієль Ріккардо    | Макларен — Мерседес     | 53   | +1:00.372                 | 9     | 2    |
| 10                                                                              | 18 | Ленс Стролл         | Астон Мартін — Мерседес | 53   | +1:02.549                 | 15    | 1    |
| 11                                                                              | 5  | Себастьян Феттель   | Астон Мартін — Мерседес | 53   | +1:04.494                 | 12    |      |
| 12                                                                              | 10 | П'єр Гаслі          | Альфа Таурі — RBPT      | 53   | +1:05.448                 | 14    |      |
| 13                                                                              | 23 | Александр Албон     | Вільямс — Мерседес      | 53   | +1:08.565                 | 13    |      |
| 14                                                                              | 77 | Вальттері Боттас    | Альфа Ромео — Феррарі   | 53   | +1:16.666                 | 11    |      |
| 15                                                                              | 47 | Мік Шумахер         | Хаас — Феррарі          | 53   | +1:20.394                 | 17    |      |
| 16                                                                              | 24 | Чжоу Гуаньюй        | Альфа Ромео — Феррарі   | 47   | Блок живлення             | 16    |      |
| Схід                                                                            | 6  | Ніколас Латіфі      | Вільямс — Мерседес      | 40   | Пошкодження від зіткнення | 18    |      |
| Схід                                                                            | 20 | Кевін Магнуссен     | Хаас — Феррарі          | 37   | Пошкодження від зіткнення | 20    |      |
| Схід                                                                            | 16 | Шарль Леклер        | Феррарі                 | 17   | Аварія                    | 1     |      |
| Схід                                                                            | 22 | Юкі Цунода          | Альфа Таурі — RBPT      | 17   | Днище                     | 8     |      |
| Найшвидше коло: Карлос Сайнс (мол.) (Феррарі) — 1:35.781, поставлене на 51 колі |    |                     |                         |      |                           |       |      |
| Джерело:                                                                        |    |                     |                         |      |                           |       |      |

## Положення у чемпіонаті після гонки
| Місце   | Пілот               | Очки |
| ------- | ------------------- | ---- |
| 1       | Макс Ферстаппен     | 233  |
| 2       | Шарль Леклер        | 170  |
| 3       | Серхіо Перес        | 163  |
| 4       | Карлос Сайнс (мол.) | 144  |
| 5       | Джордж Расселл      | 143  |
| Джерело |                     |      |

| Місце   | Конструктор         | Очки |
| ------- | ------------------- | ---- |
| 1       | Ред Булл — RBPT     | 396  |
| 2       | Феррарі             | 314  |
| 3       | Мерседес            | 270  |
| 4       | Альпін — Рено       | 93   |
| 5       | Макларен — Мерседес | 89   |
| Джерело |                     |      |